# Château de Leiria
Le château de Leiria est un château qui domine la ville homonyme dans le centre du Portugal.

## Histoire
Après la conquête de Leiria aux dépens des Maures, Alphonse Henriques, le premier roi du Portugal, a ordonné en 1135 la construction d'un château dans cette localité. En 1195 sous le règne de Sanche Ier, le château a été une première fois fortifié. Ensuite en 1324, Denis Ier a ordonné la construction de la tour de garde, et a transformé la forteresse en palais. Les invasions françaises ont provoqué d'importants dommages, mais le château de Leiria a conservé sa beauté. 
Le château, tel qu'il se présente aujourd'hui, est le fruit d'une création récente. Au XIXe siècle, la fortification médiévale étant en ruines, l'architecte d'origine suisse Ernesto Korrodi a élaboré, en 1898, un plan de reconstruction. Dans la tête de l'architecte ce plan s'inscrivait, non dans une enquête archéologique, mais dans la vision romantique de l'architecture médiévale. Les travaux ont duré de 1915 à 1950, avec l'intervention des Monuments Nationaux. Du sommet du château, on peut voir le tissu urbain de la ville, ainsi que sa périphérie.